# Hemerobius varius
Hemerobius varius là một loài côn trùng trong họ Hemerobiidae thuộc bộ Neuroptera. Loài này được Villers miêu tả năm 1789.